# One Vision
«One Vision» (с англ. — «Одно видение») — песня, написанная и выпущенная британской рок-группой Queen, первоначально, как сингл, в 1985 году, а затем, в 1986, добавленная на альбом A Kind of Magic. Песня прозвучала в фильме «Железный орёл». Все четыре участника группы принимали участие в создании песни.
На создание песни группу вдохновил невероятный успех собственного выступления на благотворительном концерте Live Aid, где они были признаны лучшими. В дальнейшем, эта песня была включена во все концерты группы, проходившие в рамках тура Magic Tour, и именно с неё начинался каждый концерт. Queen объяснили своё решение тем, что у «One Vision» потрясающее вступление, идеально подходящее для начала концерта.

## Содержание

### Написание песни
Первоначальная задумка песни возникла у Роджера Тейлора. Работать над песней вчетвером предложил Фредди Меркьюри. Он позвонил остальным трём членам группы и попросил их прийти в студию, где проходили записи.
Группа решила, что песня будет приписана всем четырём, но в основном она была написана Брайаном Мэем (аккорды) и Роджером Тейлором (тексты). Фредди Меркьюри отвечал за производство и аранжировки и полировал то, что сочинили остальные.
Это был один из первых случаев, когда группа Queen распространила право на создание песни на всех участников группы. До этого создание песни обычно записывали на определённого участника.

### «Fried Chicken»
В последней строке песни звучит «fried chicken» (с англ. — «жареная курица») (и в студийной, и в живой версиях), хотя в тексте прописано «one vision». Это результат шутки Фредди Меркьюри, вызванной тем, что в день записи у группы на обед была жареная курица. Джим Хаттон, человек, хорошо знавший Фредди, в своей книге рассказывает, что Фредди не был уверен, добавлять эту строчку или нет, и тогда Джим завёл Фредди, сказав, что тот «достаточно великий, чтобы ему это сошло с рук» («big enough to get away with it»).

## Сторона «Б»
Это ремикс-версия, на основе увеличенной, и совсем другая (но не структурно) версия барабанной секции Роджера Тейлора, но с таким же окончанием (но с удлинённой версией музыки плюс с дополнительными неискажёнными голосами поверх финальных слов «vision vision vision vision», как в сингл версии), и с повторением искажённых голосов (в новом виде, с записи первой репетиции), плюс с добавленными новыми искажёнными голосами (хотя их очень мало, в основном оригинальная версия). Эта версия была выпущена в обоих форматах (7" и 12"), и названа «Blurred Vision».

## Видеоклип песни
В основном, на видео показан процесс записи группой этой песни в студии Musicland Studios в Мюнхене. Клип стал первой работой для Queen австрийских режиссёров Руди Долезаля и Ханнеса Россакера, дуэта, известного, как DoRo. DoRo и Queen смогли быстро найти общий язык и создать прочные деловые отношения, результатом которых стали такие работы-лауреаты различных премий, как видео к Innuendo и The Show Must Go On.
На видео группа также появляется в своём знаменитом образе 1974—1975 годов, с обложки альбома Queen II, и из эпизода клипа «Bohemian Rhapsody» (с поправкой на изменения во внешности музыкантов).
На видео также есть Джон Дикон за барабанной установкой.

## Позиции в разных чартах
«One Vision» стала очередным хитом Queen во многих странах, достигая обычно Top 40, как это произошло в Нидерландах (№ 21), Швейцарии (№ 24) и Германии (№ 26). Относительный успех ждал песню и в Billboard Hot 100, там она поднялась до 61-го места. По-настоящему большого признания она заслужила на родине, в Великобритании, достигнув там 7-го места в чартах синглов, большой успех для того периода времени, поскольку в Британии как раз стали слушать больше поп-музыку, чем рок.
Помимо этого, в Австралии песня заняла 10-е место в чарте ARIA Chart.

## Позиции в хит-парадах
| Год       | Чарт                              | Высшая позиция | Пребывание |
| --------- | --------------------------------- | -------------- | ---------- |
| 1985—1986 | Австралия (Kent Music Report)     | 10             | нет данных |
| 1985—1986 | Бельгия/Фландрия (Ultratop 50)    | 28             | 4 недели   |
| 1985—1986 | Великобритания (UK Singles Chart) | 7              | 11 недель  |
| 1985—1986 | Ирландия (IRMA)                   | 5              | 4 недели   |
| 1985—1986 | Канада (RPM Top Singles)          | 76             | недели     |
| 1985—1986 | Нидерланды (Dutch Top 40)         | 21             | нет данных |
| 1985—1986 | Нидерланды (Single Top 100)       | 21             | 6 недель   |
| 1985—1986 | США (Billboard Hot 100)           | 61             | 10 недель  |
| 1985—1986 | США (Billboard Mainstream Rock)   | 19             | 11 недель  |
| 1985—1986 | ФРГ (GfK)                         | 26             | 9 недель   |
| 1985—1986 | Швейцария (Schweizer Hitparade)   | 24             | 2 недели   |
| 2005      | Франция (SNEP)                    | 76             | 8 недель   |